# Улица Михаила Грушевского (Мелитополь)
Улица Михаила Грушевского (укр. Вулиця Михайла Грушевського) — улица в историческом центре Мелитополя. Идёт от Селянской улицы до Петропавловской улицы.

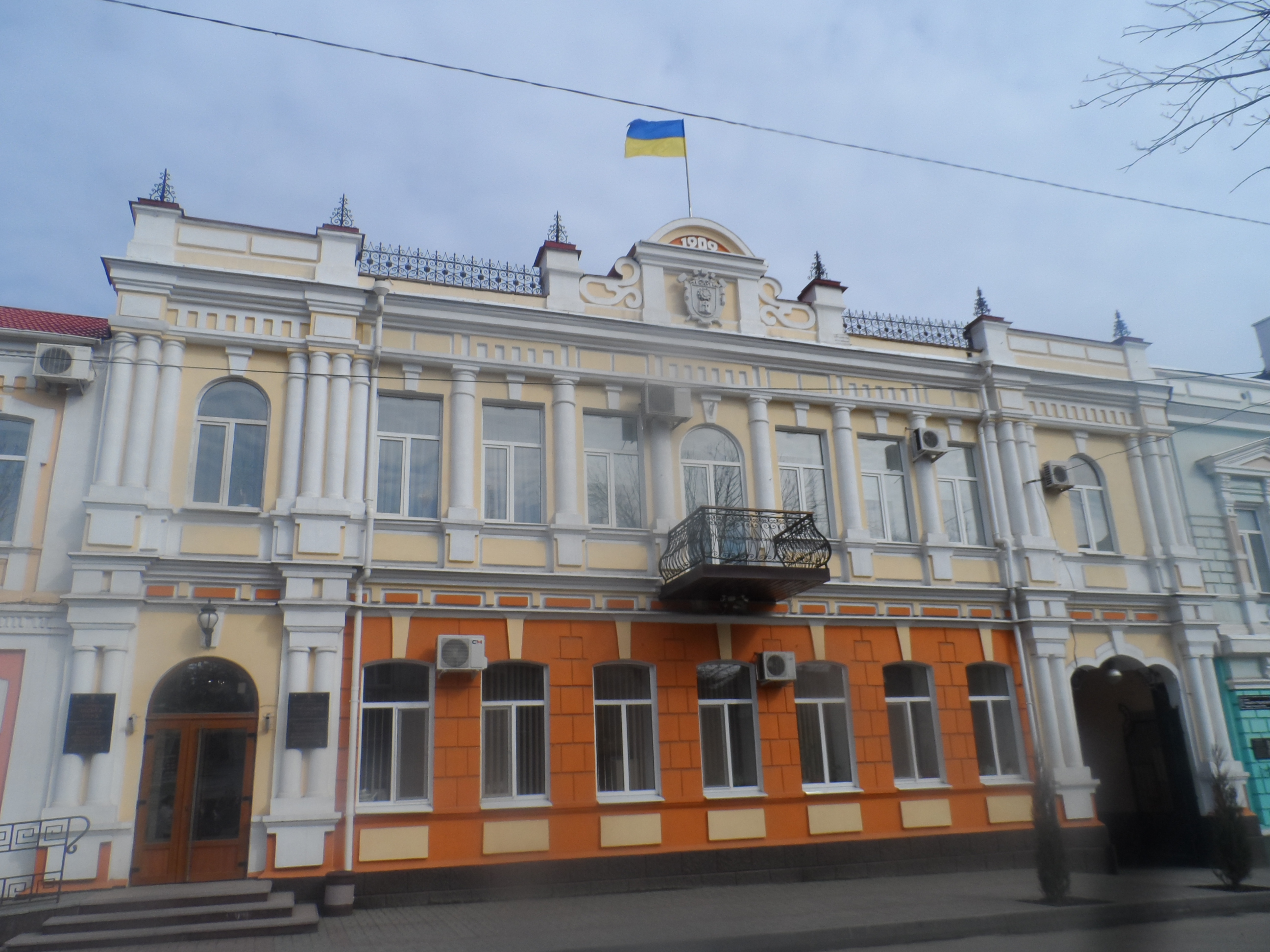
Мелитопольский горисполком

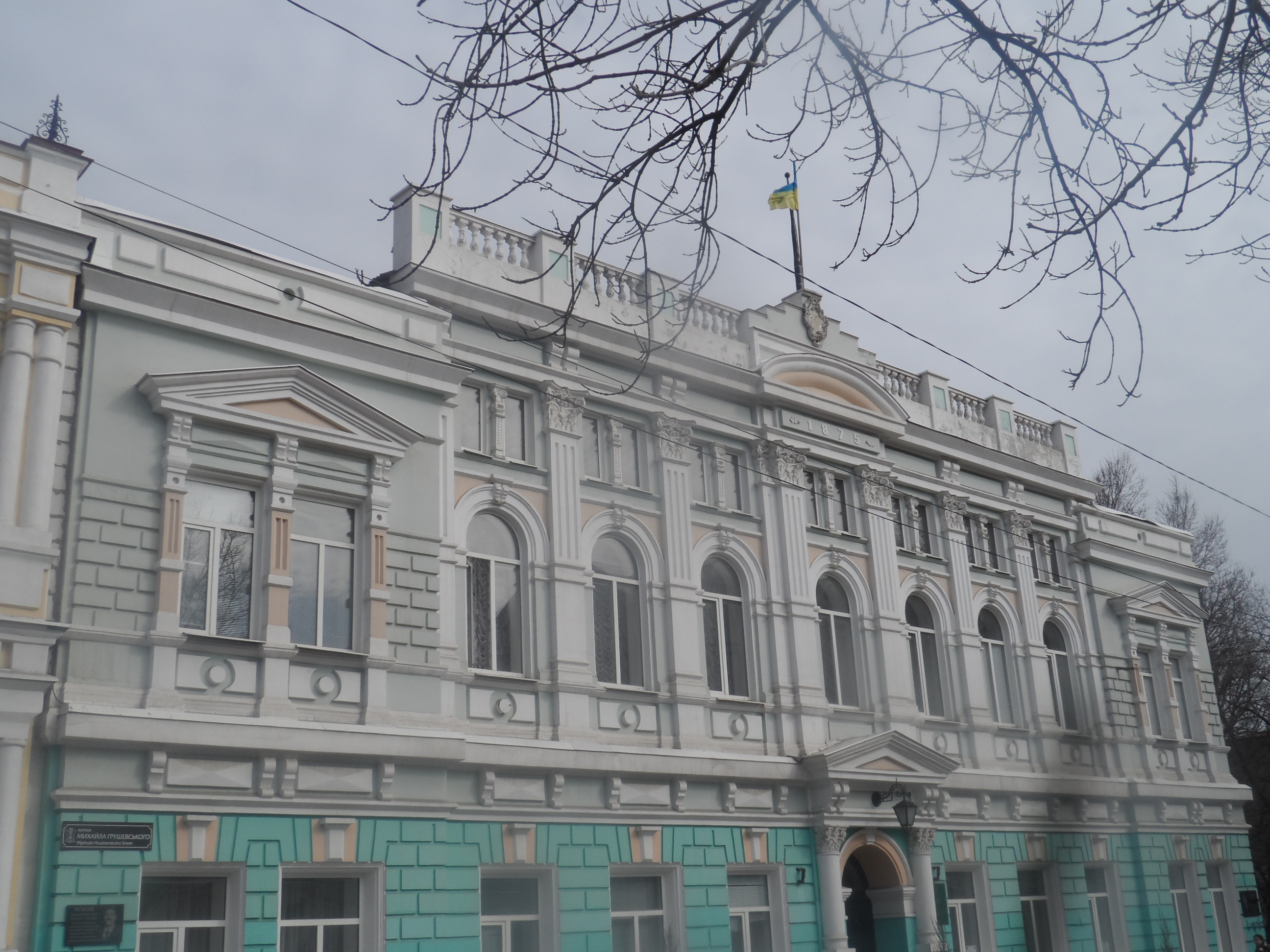
Дворец творчества детей и юношества

## История
Первоначально улица называлась Воронцовской, в честь генерал-губернатора Новороссии М. С. Воронцова. Затем улица была переименована в Ярмарочную, а 25 октября 1921 года — в Трудовую. В 1924 уже упоминается как улица Карла Маркса.       
В 2016 г. улицу переименовали в честь Михаила Грушевского, согласно закону о декоммунизации.

## Объекты

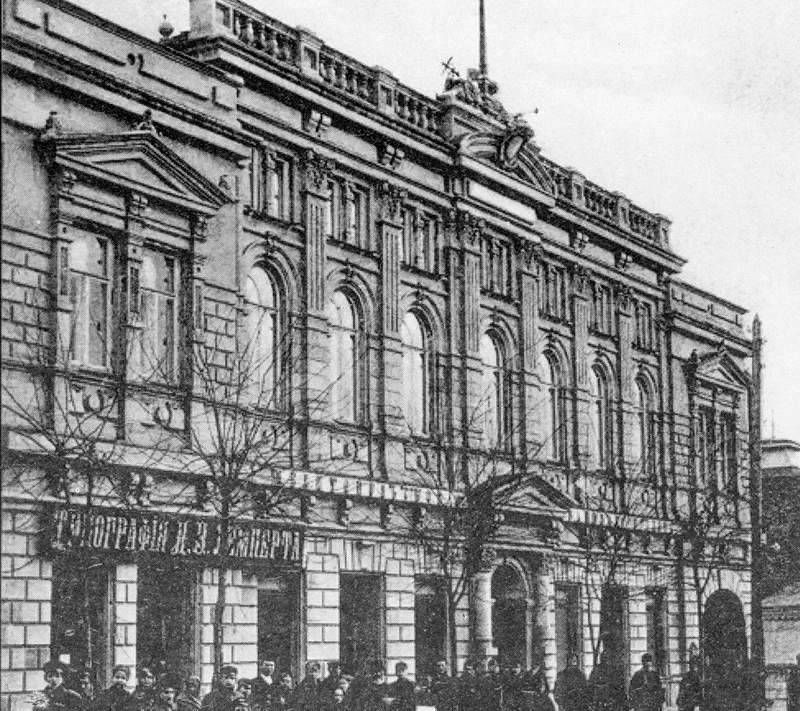
Мелитопольское Общество Взаимного Кредита. Ныне Дворец творчества детей и юношества.

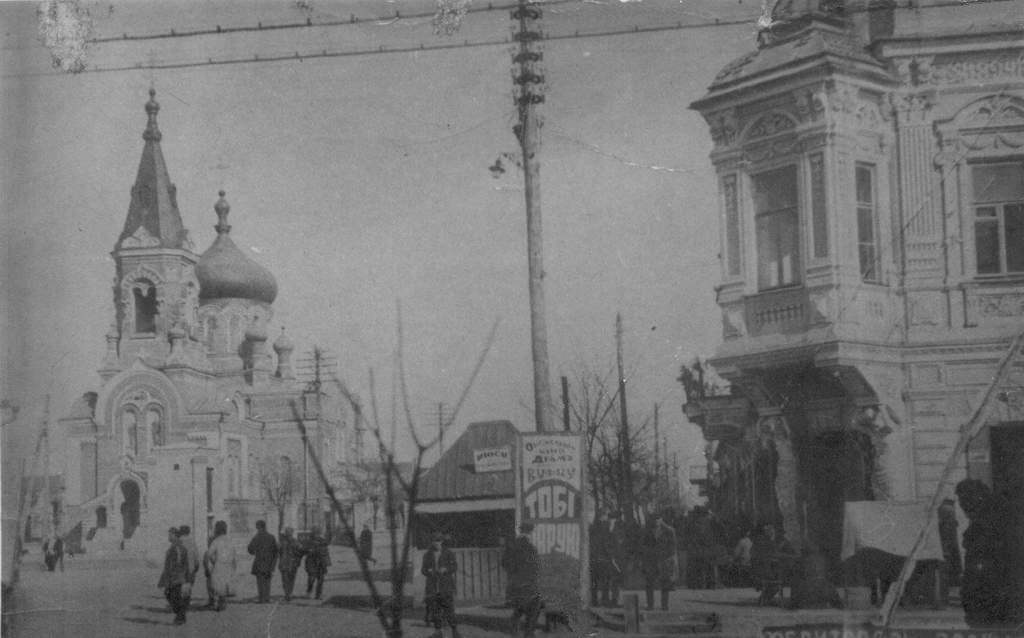
Перекрёсток с Мариинским проспектом.Начало XX века

- Редакция «Мелитопольских ведомостей»
- Мелитопольский дворец творчества детей и юношества
- Мелитопольский горисполком
- Мелитопольский краеведческий музей
- Дворец культуры. При входе, до 2016 года, стояли бюсты мелитопольских революционеров Н. И. Пахомова и К. И. Бронзоса
- Мелитопольско—Весёловский военкомат
- Памятник В. И. Ленину (демонтирован в 2015 г.)